# باول ويب
باول ويب (بالإنجليزية: Paul Webb)‏ هو منتج أسطوانات وملحن وعازف قيثارة بريطاني، ولد في 16 يناير 1962 في لندن في المملكة المتحدة.

## وصلات خارجية
- باول ويب على موقع ميوزك برينز (الإنجليزية)
- باول ويب على موقع ميوزك برينز (الإنجليزية)
- باول ويب على موقع أول ميوزيك (الإنجليزية)
- باول ويب على موقع ديسكوغز (الإنجليزية)
- باول ويب على موقع ديسكوغز (الإنجليزية)